# Obernholz
Obernholz er en kommune i Landkreis Gifhorn i den tyske delstat Niedersachsen. Den ligger i den nordøstlige del af amtet (Samtgemeinde) Hankensbüttel.

## Geografi
Obernholz ligger mellem naturparkerne Drömling og Südheide.

### Nabokommuner
Mod syd og vest grænser Obernholz til kommunerne Sprakensehl, Dedelstorf und Hankensbüttel,
mod øst til byen Wittingen og mod nord til Landkreis Uelzen.

### Inddeling
I kommunen ligger landsbyerne:
- Bottendorf,
- Steimke,
- Schweimke,
- Wettendorf,
- Wentorf
- Wierstorf